# Sénat du Kansas
Capitole de l'État du Kansas, Topeka
Le Sénat du Kansas (en anglais : Kansas Senate) est la chambre haute de l'Assemblée législative du Kansas, la législature de l'État américain du Kansas.

## Composition
Il est composé de 40 sénateurs représentant un nombre égal de districts, chacun avec une population d'au moins 60 000 habitants. Les sénateurs sont élus pour un mandat de quatre ans. Il n'y a pas de limite au nombre de mandats qu'un sénateur peut exercer.
Comme d'autres chambres hautes des législatures d'État et le Sénat fédéral des États-Unis, le Sénat exerce des fonctions spéciales telles que la confirmation ou le rejet des nominations aux postes des départements exécutifs, du cabinet d'État, des commissions.

## Siège
Le Sénat du Kansas siège au Capitole situé à Topeka.

## Représentation
Les républicains détiennent une majorité au Sénat du Kansas sans interruption depuis 1917.

## Source
- (en) Cet article est partiellement ou en totalité issu de l’article de Wikipédia en anglais intitulé « Kansas Senate » (voir la liste des auteurs).